# 張承仁
張承仁（？—？），字元德，直隸揚州府泰州人，竈籍，明朝政治人物。官至監察御史。

## 生平
弘治八年（1495年）乙卯科應天府鄉試第五十三名舉人。弘治十八年（1505年）中式乙丑科會試第五十九名，二甲第二十五名進士。授刑部主事，改監察御史。正德十年（1515年）京察，以貪黜為民。隨即被巡按直隸御史謝天錫彈劾其「縱容奸奴、交通屬官」，出巡期間接受真定知府陸蕓賄賂。因已為民，未追加處分。

## 家族
曾祖張原善；祖父張□；父張瓛，□。母徐氏。具慶下。